# Aimee Barrett-Theron
Aimee Patricia Barrett-Theron (Durban, 27 de junio de 1987) es una exjugadora y árbitra de rugby sudafricana, que se convirtió en la primera árbitra profesional de rugby de su país.

## Trayectoria
Creció en Durban. Obtuvo un máster en Ciencias del Deporte. Ha jugado como fullback, central o fly-half y en diferentes competiciones: rugby union, rugby 7 y touch rugby.
Representó a Sudáfrica en tres Copas del Mundo de touch rugby, así como en una Copa del Mundo de rugby 7. Representó a KwaZulu-Natal a nivel nacional entre 2005 y 2008, y a la Provincia Occidental entre 2009 y 2012. También representó a Sudáfrica Femenina en la categoría Sub-20 en 2008, en la categoría absoluta entre 2008 y 2010 y en el equipo de siete entre 2008 y 2012. Sus registros incluyen aparecer en la Copa Mundial de Rugby Femenina de 2010 en Inglaterra.
En diciembre de 2016, poco antes de hacer su debut en la prueba de arbitraje para un partido de clasificación para la Copa Mundial 2017 entre Japón y Fiji en Hong Kong, fue incluida en el panel Nacional B de la Asociación Sudafricana de Árbitros de Rugby, convirtiéndose en la primera mujer árbitro en la historia en hacerlo. Arbitró el partido inaugural del Campeonato del mundo femenino de Rugby celebrado en Irlanda.
Fue la primera mujer sudafricana en arbitrar la Craven Week, la Varsity Cup, la Currie Cup, el Super Rugby y la URC. Ha arbitrado al menos 37 partidos internacionales, igulando el récord de la mujer que ha arbitrado más partidos de todos los tiempos. Pasó a formar parte de la Serie Mundial Femenina de Rugby 7 y fue incluida en el panel de arbitraje de los Juegos Olímpicos de Río de Janeiro 2016. También arbitró los Juegos de la Mancomunidad y la Copa Mundial Femenina de Rugby.
Está casada con una mujer. Además, se convirtió en biocinetista, ejerciendo en su propia clínica.